# دانشگاه آزاد انگلستان
دانشگاه آزاد انگلستان (به انگلیسی: The Open University of UK) یکی از دانشگاه‌های تحقیقات عمومی کشور انگلستان و بزرگ‌ترین دانشگاه در بریتانیا برای تحصیل در مقطع کارشناسی است. این دانشگاه(OU) در سال 1969میلادی برای مردمی که امکان حضور در دانشگاه را نداشتند راه اندازی شد اما اکنون دانشجویان هم به صورت حضوری و هم به صورت غیرحضوری قادر به تحصیل در این دانشگاه هستند. اکثریت دانشجویان این دانشگاه در انگلستان حضور دارند و بسیاری از دوره های آن نیز در هر نقطه از جهان قابل مطالعه است. 
این دانشگاه 52 ساله در سال 2020 میزبان 175,719 دانشجو از سراسر دنیا بوده است .
آدرس: والتون هال ، کنتس هیل ، میلتون کینز MK7 6AA ، انگلستان